# Karin Bülow Orrje
Karin Sofia Bülow Orrje, född 15 maj 1983 i Frösö församling i Jämtlands län, är en svensk journalist, nyhetsankare och TV-programledare.
Karin Bülow Orrje är utbildad inom journalistik vid Karlstads universitet. Hon är även utbildad vid Dramatiska Institutet och Stockholms dramatiska högskola. Hon började arbeta på TV4 Media i augusti 2013 som bland annat vikarierande programledare för Nyhetsmorgon. Mellan 2015 och 2020 arbetade hon på Expressen som programledare. 2023 återvände hon till TV4 där hon bland annat arbetat som nyhetsankare och programledare för Nyhetsdagen och Nyhetsmorgon.